# Stroudia inaequalis
Stroudia inaequalis är en stekelart som beskrevs av Giordani Soika 1987. Stroudia inaequalis ingår i släktet Stroudia och familjen Eumenidae. Inga underarter finns listade i Catalogue of Life.